# História de dormir

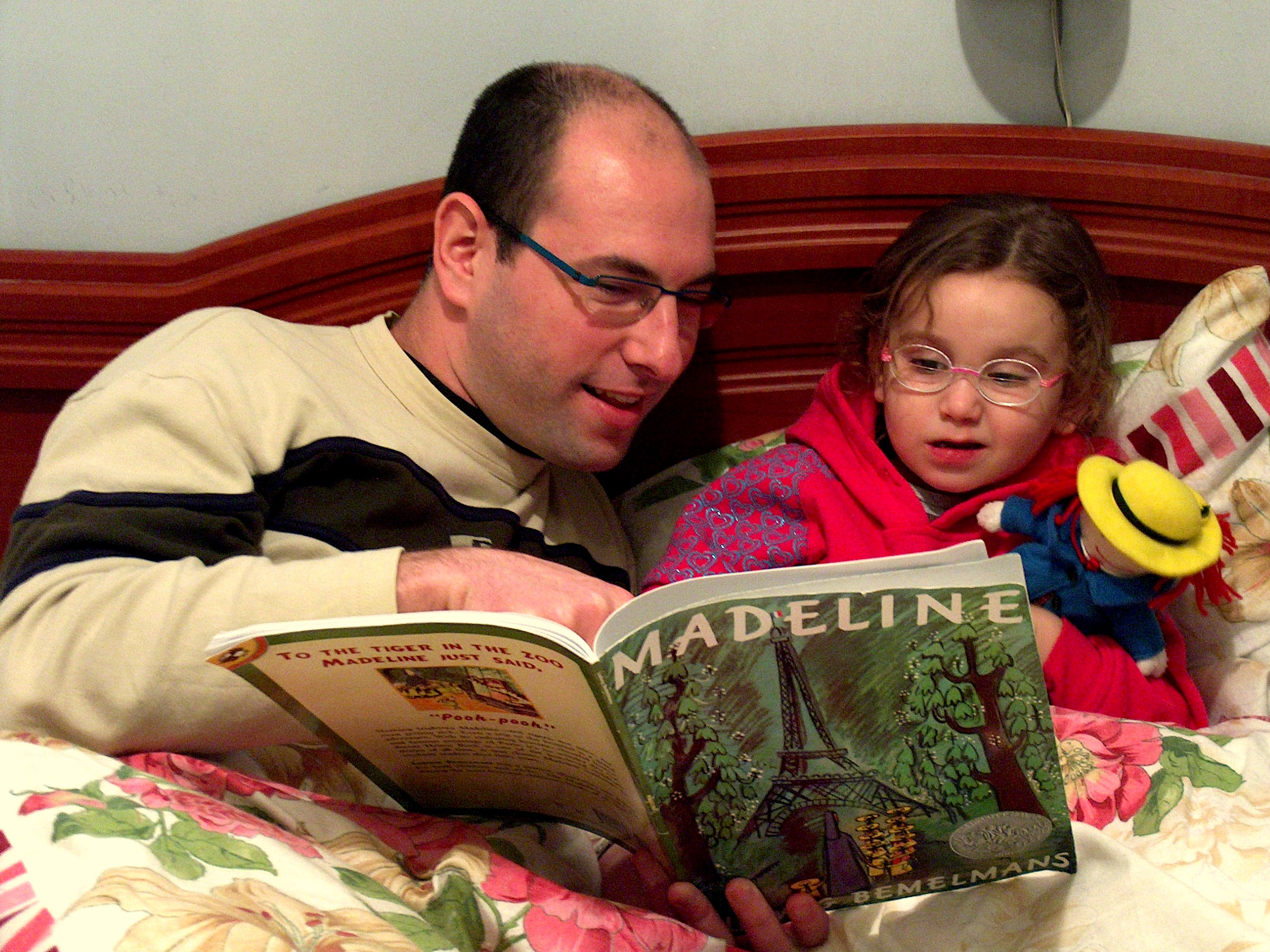
Um pai lendo uma história de ninar para sua filha: Madeline, de Ludwig Bemelmans

Uma história de dormir é uma forma tradicional de contar histórias, onde uma história é contada a uma criança na hora de dormir para prepará-la para dormir. A história de ninar há muito é considerada "uma instituição definitiva em muitas famílias".

## História
O termo "história de ninar" foi cunhado por Louise Chandler Moulton em seu livro de 1873, Bed-time Stories . O "ritual de um adulto ler em voz alta para uma criança na hora de dormir" surgiu principalmente na segunda metade do século XIX e ganhou destaque no início do século XX, junto com a crença crescente de que rituais relaxantes eram necessários para as crianças no final do dia. A prática de ler histórias na hora de dormir contribuiu para o crescimento da indústria de livros ilustrados e também pode ter contribuído para a prática de dormir isolado para crianças.

## Pesquisa científica
A rotina fixa de uma história de ninar antes de dormir pode melhorar o desenvolvimento cerebral da criança, a aquisição da linguagem e as habilidades de resolução de problemas.  A relação contador de histórias-ouvinte cria um vínculo emocional entre os pais e a criança. Devido à “força do instinto imitativo” de uma criança, os pais e as histórias que eles contam funcionam como um modelo a ser seguido pela criança. Ler histórias na hora de dormir aumenta o vocabulário das crianças.